# Rörtjärnen (Råneå socken, Norrbotten)
Rörtjärnen är en sjö i Bodens kommun i Norrbotten och ingår i Råneälvens huvudavrinningsområde. Sjöns area är 0,033 kvadratkilometer och den befinner sig 141 meter över havet.